# Lista de presidentes do Reichstag
O Presidente do Reichstag foi o presidente da legislatura alemã de 1871 a 1918, sob o Império Alemão e novamente de 1920 a 1945, sob a República de Weimar e a Alemanha Nazista.

## Presidentes do Reichstag
| N°                                             | Retrato                                   | Nome (nascimento–morte)                   | Mandato                                   | Mandato                                   | Tempo no Cargo                            | Partido Político                          |
| N°                                             | Retrato                                   | Nome (nascimento–morte)                   | Posse                                     | Desapossamento                            | Tempo no Cargo                            | Partido Político                          |
| Presidentes do Reichstag (Império Alemão)      | Presidentes do Reichstag (Império Alemão) | Presidentes do Reichstag (Império Alemão) | Presidentes do Reichstag (Império Alemão) | Presidentes do Reichstag (Império Alemão) | Presidentes do Reichstag (Império Alemão) | Presidentes do Reichstag (Império Alemão) |
| ---------------------------------------------- | ----------------------------------------- | ----------------------------------------- | ----------------------------------------- | ----------------------------------------- | ----------------------------------------- | ----------------------------------------- |
| 1                                              |                                           | Eduard von Simson (1810-1899)             | Março de 1871                             | Fevereiro de 1874                         | 2 anos e 11 meses                         | Indepentende                              |
| 2                                              |                                           | Max von Forckenbeck (1821–1892)           | Fevereiro de 1874                         | Maio de 1879                              | 5 anos e 3 meses                          | NLP                                       |
| 3                                              |                                           | Otto von Seydewitz (1818–1898)            | Maio de 1879                              | Fevereiro de 1880                         | 9 meses                                   | DKP                                       |
| 4                                              |                                           | Adolf von Arnim-Boitzenburg (1832–1887)   | Fevereiro de 1880                         | Fevereiro de 1881                         | 1 ano                                     | DRP                                       |
| 5                                              |                                           | Gustav von Goßler (1838–1902)             | Fevereiro de 1881                         | Novembro de 1881                          | 9 meses                                   | DKP                                       |
| 6                                              |                                           | Albert von Levetzow (1827–1903)           | Novembro de 1881                          | Novembro de 1884                          | 3 anos                                    | DKP                                       |
| 7                                              |                                           | Wilhelm von Wedell-Piesdorf (1837–1915)   | Novembro de 1884                          | Novembro de 1888                          | 4 anos                                    | DKP                                       |
| 8                                              |                                           | Albert von Levetzow (1827–1903)           | Novembro de 1888                          | Março de 1895                             | 6 anos e 4 meses                          | DKP                                       |
| 9                                              |                                           | Rudolf von Buol-Berenberg (1842–1902)     | Março de 1895                             | Dezembro de 1898                          | 3 anos e 9 meses                          | DZP                                       |
| 10                                             |                                           | Franz von Ballestrem (1834–1910)          | Dezembro de 1898                          | 20 de fevereiro de 1907                   | 8 anos e 2 meses                          | DZP                                       |
| 11                                             |                                           | Udo zu Stolberg-Wernigerode (1840–1910)   | 20 de fevereiro de 1907                   | 19 de fevereiro de 1910 †                 | 2 anos, e 11 meses                        | DKP                                       |
| 12                                             |                                           | Hans von Schwerin-Löwitz (1847–1918)      | 1 de março de 1910                        | Fevereiro de 1912                         | 1 ano e 11 meses                          | DKP                                       |
| 13                                             |                                           | Johannes Kaempf (1842–1918)               | Fevereiro de 1912                         | 25 de maio de 1918 †                      | 6 anos e 3 meses                          | FVP                                       |
| 14                                             |                                           | Constantin Fehrenbach (1852–1926)         | Junho de 1918                             | Novembro de 1918                          | 5 meses                                   | DZP                                       |
| Presidentes da Assembleia Nacional de Weimar   |                                           |                                           |                                           |                                           |                                           |                                           |
| 1                                              |                                           | Eduard David (1863–1930)                  | 7 de fevereiro de 1919                    | 13 de fevereiro de 1919                   | 6 dias                                    | SPD                                       |
| –                                              |                                           | Conrad Haußmann (1857–1922) Interino      | 13 de fevereiro de 1919                   | 14 de fevereiro de 1919                   | 1 dia                                     | DDP                                       |
| 2                                              |                                           | Constantin Fehrenbach (1852–1926)         | 14 de fevereiro de 1919                   | 21 de junho de 1920                       | 1 ano e 128 dias                          | DZP                                       |
| Presidentes do Reichstag (República de Weimar) |                                           |                                           |                                           |                                           |                                           |                                           |
| 15                                             |                                           | Paul Löbe (1875–1967)                     | 25 de junho de 1920                       | 28 de maio de 1924                        | 3 anos e 338 dias                         | SPD                                       |
| 16                                             |                                           | Max Wallraf (1859–1941)                   | 28 de maio de 1924                        | 7 de janeiro de 1925                      | 224 dias                                  | DNVP                                      |
| 17                                             |                                           | Paul Löbe (1875–1967)                     | 7 de janeiro de 1925                      | 30 de agosto de 1932                      | 7 anos e 236 dias                         | SPD                                       |
| Presidentes do Reichstag (Alemanha Nazista)    |                                           |                                           |                                           |                                           |                                           |                                           |
| 18                                             |                                           | Hermann Göring (1893–1946)                | 30 de agosto de 1932                      | 23 de abril de 1945                       | 12 anos e 236 dias                        | NSDAP                                     |